# Аршица (Вранча)
Аршица (рум. Arșița) — село у повіті Вранча в Румунії. Входить до складу комуни Андреяшу-де-Жос.
Село розташоване на відстані 155 км на північ від Бухареста, 27 км на захід від Фокшан, 99 км на захід від Галаца, 95 км на схід від Брашова.

## Населення
За даними перепису населення 2002 року у селі проживали 235 осіб, усі — румуни. Усі жителі села рідною мовою назвали румунську.